# ローラ・LC91
ローラ・LC91 (Lola LC91) は、フランスのレーシングチーム、ラルースが1991年のF1世界選手権に投入したフォーミュラ1カー。イギリスのレーシングカービルダー、ローラ・カーズがラルースのために開発した最後のマシン。チームが経済的な問題を抱えていた時期に製作されたLC91は、前作ほど成功することは無かった。特にシーズン後半には予選落ちを繰り返した。結局この年に獲得できたのは2ポイントのみであった。後継のヴェンチュリー・LC92はロビン・ハードが設計した。

## 背景
ラルースは元レーサーで、ルノーF1のチームマネージャーを務めたジェラール・ラルースが1987年に設立した。他のF1チームとは違って、最初の数年間独自の開発部門や生産設備を保有していなかった。1991年までラルースはイギリスのレーシングカービルダーのローラ・カーズに車の開発を委託していた。1989年と1990年にチームはランボルギーニ製V12エンジンを搭載したマシンを使用し、1990年にはチーム史上最高の成績を上げた。1990年は11ポイントを獲得し、コンストラクターズランキング6位に入る。この成功にもかかわらず、ランボルギーニは1990年シーズン終了と共にエンジン供給契約を破棄し、翌91年はリジェへエンジンを供給した。さらにFISAはラルースの1990年シーズンのポイントを全て剥奪する。それはローラ・LC90は「ラルース」がコンストラクターではなく「ローラ」がコンストラクターであるという指摘があったためであった。この様に、ラルースはテレビ放映権売却による収入の分配要求権利を失った。ジェラール・ラルースはチームの損害が600万フランに及ぶ物と推定した。彼はFISAのバックにギ・リジェがいて、このクレームはリジェによる陰謀であったと確信した。

## 開発
ローラで長年設計を担当していたクリス・マーフィーが1990年末に同社を去り、LC91はローラの創設者であるエリック・ブロードレイ率いるチームによって設計された。責任設計者はマーク・ウィリアムズとブルース・アシュモアであった。
技術的な面でLC91には目新しい点は無かったが、昨年のLC90からモノコックは変更されず、サスペンションにいくつかの新しいパーツが導入された。LC90では4輪にプッシュロッドが使用されたが、新たな設計チームは後輪にプルロッドを導入した。
エンジンはハートチューンのコスワース DFR が搭載された。このエンジンでティレル・019が前年のシーズン序盤で成功している。DFRは620馬力を発揮したが、ランボルギーニ・エンジンよりも出力が70馬力少なく、1991年シーズンにおける最も弱いエンジンの内の一つだった。トランスミッションは6速で、前年のランボルギーニ用に開発された物をそのまま用いた。ランボルギーニ用のトランスミッションをコスワースにそのまま接合したが、シーズン中はトラブルに繰り返し悩まされることとなった。
シェイクダウンは、開幕戦アメリカグランプリ直前に現地近郊の小規模サーキットで行われ、テストなしでのほぼぶっつけ本番のデビューとなった。
1991年シーズンは財政上の問題からテストをほとんど行うことができず、LC91の基本設計は開発も進められなかった。タイヤはグッドイヤーを装着した。主なスポンサーは東芝、ADIA、GEO、シーズン途中から土井産業（セントラルパーク）がチームを支援した。

## レース戦績
ドライバーは前年に引き続いてエリック・ベルナールと鈴木亜久里が起用された。1991年の戦績は前年より劣るものとなった。ベルナールは15戦中2戦で予選落ち、11戦でリタイアし、完走は2戦のみであった。亜久里は16戦中4戦で予選落ち、11戦でリタイアし、完走は1戦のみ。最終戦でベルナールに代わってドライブしたベルトラン・ガショーは予選落ちした。リタイアは大半が技術的な理由で、ほとんどがギアやエンジンのトラブルであった。
開幕戦アメリカグランプリはフェニックス市街地コースで行われ、ベルナールは予選19位、亜久里は予選21位であった。ベルナールは4周目にエンジントラブルでリタイアしたが、亜久里はトップに2週遅れの6位に入賞し、初のポイントを獲得した。次戦ブラジルではベルナールが1'19.291の予選11位、亜久里は1'19.832の予選17位となる。これは両名ともシーズンでの予選最高位となった。決勝で亜久里はスタート前に燃料圧が低下しスタートできなかった。ベルナールは10位で走行中の34周目にクラッチの油圧低下でリタイアとなった。第3戦サンマリノではベルナールは予選17位、亜久里は予選20位となった。決勝で亜久里は3周目にスピンしてリタイア、ベルナールは17周目にエンジントラブルでリタイアした。
第4戦モナコでは亜久里が予選19位でベルナールが予選21位となり、亜久里が初めてベルナールを上回った。決勝で亜久里は25周目にエンジントラブルでリタイア、ベルナールは9位で完走した。第5戦カナダで亜久里は予選22位、ベルナールは予選19位となり、決勝で亜久里は17位で走行中の4周目に燃料漏れでマシンが炎上、マシンを止め脱出し、自分で消火した。ベルナールは9位で走行中の30周目にギアボックストラブルでリタイアした。第6戦メキシコではベルナールが予選18位、亜久里が予選19位となり、亜久里は9位走行中の49周目にギアボックストラブルでリタイアした。ベルナールは6位で完走した。これはチームにとってシーズン2度目のポイント獲得となり、このシーズン最後の完走となった。
第7戦フランスで亜久里は1:18.224で予選22位、ベルナールはそれより0.3秒遅れの予選23位となり、決勝で亜久里は33周目、ベルナールは44周目にリタイアした。両者ともリタイア原因はトランスミッションであった。第8戦イギリスでラルースは2台が11列目に並んだ。ベルナールは17位走行中の21周目にギアボックストラブルで、亜久里は29周目にアクシデントでリタイアした。第9戦ドイツでは亜久里が再びベルナールを上回り、1:42.474で予選22位、ベルナールは1:43.321で予選25位となった。決勝でベルナールは10周目にディファレンシャルトラブルでリタイア、亜久里は19周目にエンジントラブルでリタイアした。第10戦ハンガリーで両ドライバーは再び11列目に並ぶ。決勝も両者共に39周目でエンジントラブルのためリタイアした。
第11戦ベルギーで亜久里は予選落ちする。ベルナールは1:53.309で予選20位、決勝は16位走行中の22周目にギアボックストラブルでリタイアした。第12戦イタリアで亜久里は再び予選落ち、ベルナールは予選24位、決勝は21周目にエンジントラブルでリタイアした。第13戦ポルトガルではベルナールが予選落ちし、亜久里は1:17.434で予選25位、決勝は20位走行中の41周目にギアボックストラブルでリタイアした。第14戦スペインで亜久里は3度目の予選落ち、ベルナールは予選23位で通過するが、決勝では1周目にリジェのティエリー・ブーツェンとクラッシュし、リアウィングとホイールを破損してリタイアした。
第15戦日本でベルナールは金曜プラクティスで事故のため左足を負傷、予選に出走しなかった。最終戦オーストラリアでは彼に代わってベルトラン・ガショーが起用された。亜久里は母国で1:40.255の25位スタート、17位走行中の27周目にエンジントラブルでリタイアした。最終戦オーストラリアでは亜久里は27位、ガショーは30位と共に予選落ちした。

## F1における全成績
(key) （太字はポールポジション）
| 年     | チーム             | エンジン                       | タイヤ | No | ドライバー           | 1   | 2   | 3   | 4   | 5   | 6   | 7   | 8   | 9   | 10  | 11  | 12  | 13  | 14  | 15  | 16  | ポイント | 順位 |
| ------ | ------------------ | ------------------------------ | ------ | -- | -------------------- | --- | --- | --- | --- | --- | --- | --- | --- | --- | --- | --- | --- | --- | --- | --- | --- | -------- | ---- |
| 1991年 | エスポ・ラルースF1 | フォード-コスワース DFR V8 3.5 | G      |    |                      | USA | BRA | SMR | MON | CAN | MEX | FRA | GBR | GER | HUN | BEL | ITA | POR | ESP | JPN | AUS | 2        | 11   |
| 1991年 | エスポ・ラルースF1 | フォード-コスワース DFR V8 3.5 | G      | 29 | エリック・ベルナール | Ret | Ret | Ret | 9   | Ret | 6   | Ret | Ret | Ret | Ret | Ret | Ret | DNQ | Ret | DNQ |     | 2        | 11   |
| 1991年 | エスポ・ラルースF1 | フォード-コスワース DFR V8 3.5 | G      | 29 | ベルトラン・ガショー |     |     |     |     |     |     |     |     |     |     |     |     |     |     |     | DNQ | 2        | 11   |
| 1991年 | エスポ・ラルースF1 | フォード-コスワース DFR V8 3.5 | G      | 30 | 鈴木亜久里           | 6   | DNS | Ret | Ret | Ret | Ret | Ret | Ret | Ret | Ret | DNQ | DNQ | Ret | DNQ | Ret | DNQ | 2        | 11   |

## 参照
1. 1 2 3  Burchkalter, Galeron: Tout sur la Formule 1 1991, S. 108.
2. ↑  Ménard: La Grande Encyclopédie de la Formule 1, S. 325.
3. 1 2 3  Hodges: Rennwagen von A-Z nach 1945, S. 142 f.
4. 1 2  Hodges: A-Z of Grand Prix Cars, S. 129.
5. ↑  Vgl. Cimarosti: Das Jahrhundert des Rennsports, S. 430, 443.
6. ↑  奇しくも同一日・同一サーキットで、後にF1史上希代の名車といわれるウィリアムズ・FW14もひっそりとシェイクダウンされている。厳密には3号車のシェイクダウンだが、実際はLC91と変わらず、ほぼぶっつけ本番で現地に持ち込んだという状況だった。そのため、FW14は序盤は前年から刷新されたポテンシャルをみせつけつつ、同時に熟成不足による信頼性のトラブルを露呈することになる。ただし、当時のF1では珍しいことではなく、チャンピオンマシン、マクラーレンホンダMP4/6も同じような状況で開幕を迎えている。
7. ↑  フジテレビ系 F1ポールポジションの現地映像より